# Adam Bukar
Adam Bukar herbu własnego (ur. 1719, zm. 1793) – sędzia ziemski żytomierski w latach 1775–1794, sędzia grodzki kijowski i podczaszy owrucki w latach 1774–1775, cześnik nowogrodzki siewierski w latach 1766–1774, członek konfederacji Andrzeja Mokronowskiego w 1776 roku  i poseł na sejm 1776 roku i z województwa kijowskiego, sędzia sejmowy z województwa ruskiego w 1776 roku.

## Życiorys
Był komisarzem Sejmu Czteroletniego z powiatu żytomierskiego województwa kijowskiego do szacowania intrat dóbr ziemskich w 1789 roku.
Kawaler Orderu św. Stanisława - order otrzymał od króla Stanisława Augusta Poniatowskiego, zasłużony szlachcic. (Z pokolenia matki i ojca, legitymujący się co najmniej 4-ma herbami). 
Adam Bukar był właścicielem klucza Januszpolskiego w starostwie Ulianów. Ożeniony  był z Konstancją Pacanowską, z  którą miał 5-u synów: Marcina, Andrzeja, Józefa, Seweryna, Adriana oraz córkę Ewę. Do dóbr Januszpola należały: Buraki i Lemiesz koło Krzemieńca nabyte od Ponimskiego za 2 mil. talarów oraz Dysierówka i Babin.
Adam Bukar jest wymieniany w pamiętnikach swego syna Seweryna jako gospodarz przyjmujący króla Stanisława Augusta Poniatowskiego, w dobrach wojewody Stempowskiego w Łabuniu (pod jego nieobecność w kraju) przejazdem na spotkanie z carycą Katarzyną II-gą.